# Moteur hydraulique hydrostatique
 (janvier 2012).
 (janvier 2012).
Si vous disposez d'ouvrages ou d'articles de référence ou si vous connaissez des sites web de qualité traitant du thème abordé ici, merci de compléter l'article en donnant les références utiles à sa vérifiabilité et en les liant à la section « Notes et références ».
Ne doit pas être confondu avec Moteur hydraulique.

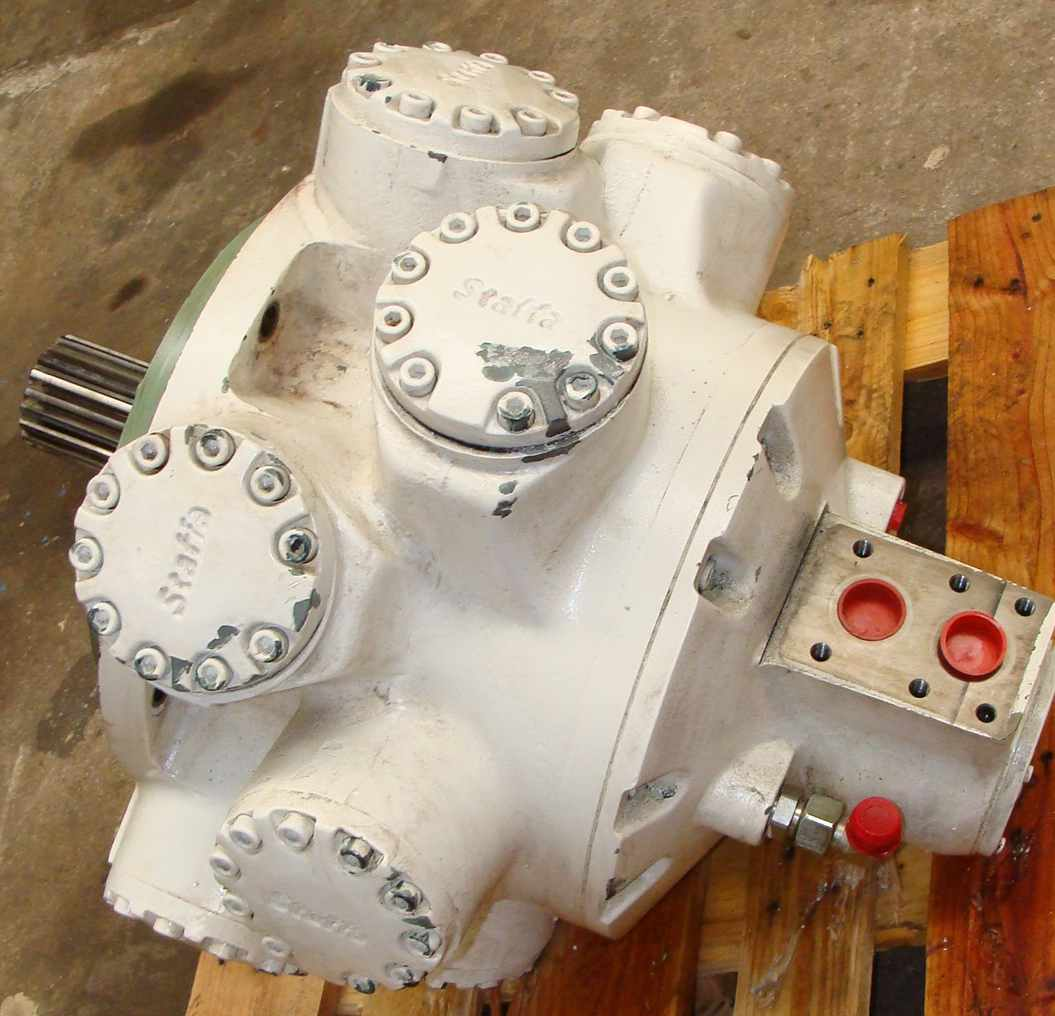
Moteur hydraulique à pistons radiaux, de marque Staffa.

Symbole d'un moteur hydraulique à deux sens de flux.

Un moteur hydraulique est un moteur isotherme qui transforme une puissance hydraulique ou hydrostatique (pression × débit) en puissance mécanique (force × vitesse, ou couple x vitesse angulaire). Son utilisation se fait dans le cadre d'une transmission hydrostatique.
Comme pour la plupart des moteurs, on peut inverser le sens de la transformation énergétique : une puissance mécanique est transformée en puissance hydraulique. Il s'agit alors de pompes. Ainsi pour chaque type de moteur hydraulique, il existe une pompe utilisant le même principe technologique, et les moteurs hydrauliques sont souvent, à quelques détails près, réversibles.

## Types de moteurs
Il existe quatre grandes familles de moteurs :
- moteur rapide ;
- moteur semi-rapide, (type gérotor (en), Danfoss) ;
- moteur lent ;
- moteur spécifique pour transmission hydrostatique peuvent être des trois technologies mais adaptés spécialement.

### Moteur rapide
- Ils sont à quelques nuances presque tous réversibles (travail en pompe).
- Engrenages.
- Palettes.
- Pistons axiaux, même technologie que les pompes à pistons axiaux. En ligne ou à axe brisé.

### Moteur semi-rapide
- À engrenage interne (type gérotor Danfoss), CharLynn etc.
- Ils sont relativement bon marché, pour de bonnes performances.
- La pression dépasse rarement 3 000 psi (210 bars).
- Drainage externe ou interne, le joint (pet) d'étanchéité de l'arbre résiste en général à plus de 50 bars, plus il y a de pression sur le drain, moins le joint sera durable.

## Applications
- Comme exemple d'application, on peut citer les passerelles d'embarcation pour bateaux. Elles permettent la montée et la descente des passerelles qu'elles soient véhicules ou piétonnes.
- On notera aussi l'existence de vérins rotatifs qui sont des actionneurs rotatifs dont la course est limitée (inférieure à 360°).